# Lippo di Benivieni

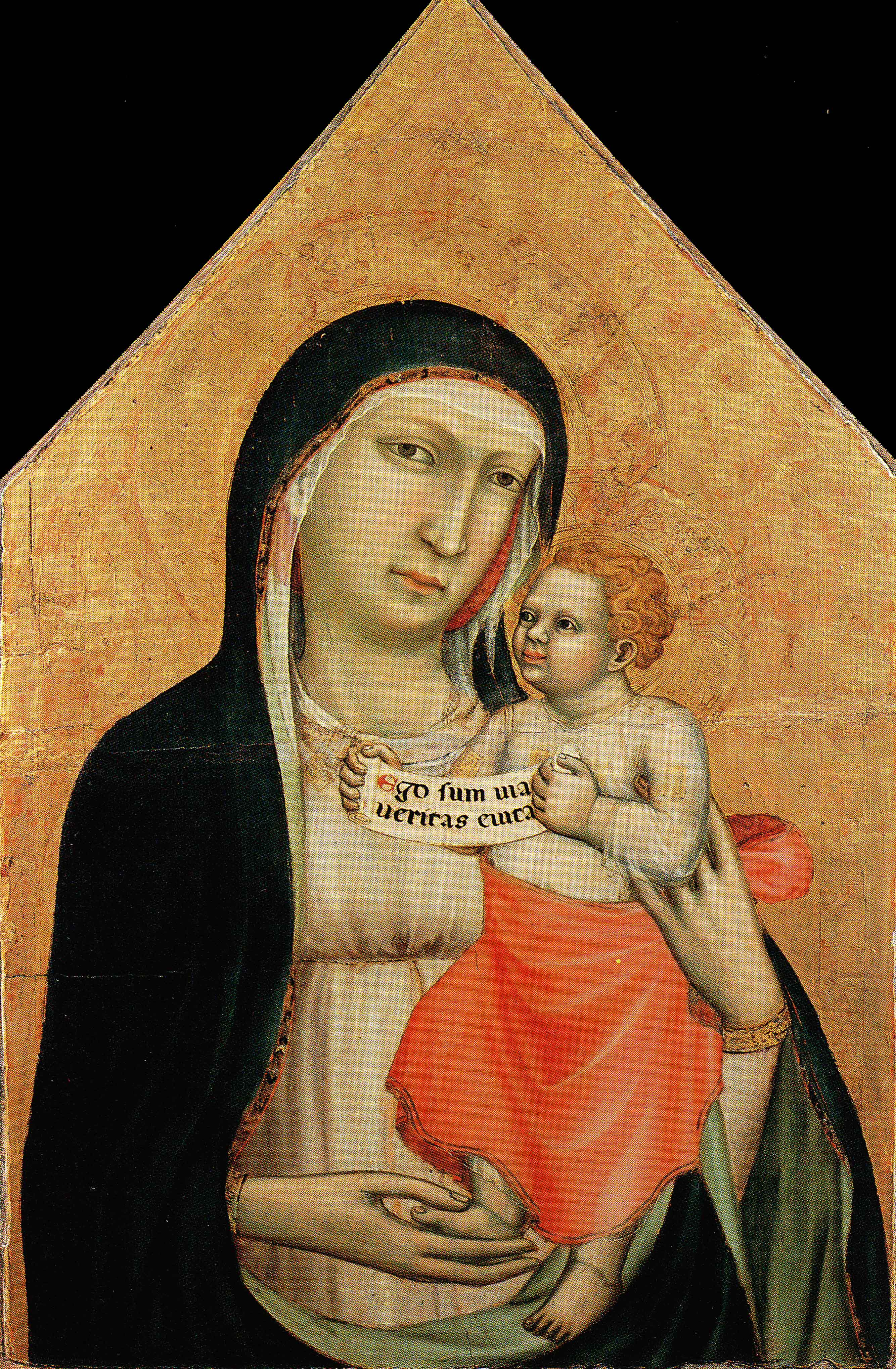
La Madonna col Bambino del Museo di San Casciano

Lippo di Benivieni (Firenze, seconda metà del XIII secolo – XIV secolo) è stato un pittore italiano, documentato dal 1296 al 1327.

## Biografia
È una delle più importanti personalità artistiche della pittura fiorentina della prima metà del Trecento, influenzato dalla scuola giottesca, ma che vanta uno stile del tutto personale, con spiccati accenti di matrice gotica in tutte le sue opere, come le tre Storie della Passione di Cristo, databili all'ultimo decennio del XIII secolo e oggi divise fra diversi musei.
La sua bottega è documentata come attiva a partire dal 1296 e risulta iscritto all'Arte dei Medici e Speziali tra il 1312 e il 1320. Lavorò a committenze di prestigio, come un tabernacolo per il Battistero di San Giovanni, per il quale nel 1314 dipinse due sportelli oggi andati perduti.
Nel 1316 risulta attivo a Santa Maria Novella, anche se il suo principale committente rimase il monastero femminile di San Pier Maggiore, per la cui chiesa eseguì una serie di opere nell'arco dei primi vent'anni del Trecento come la Croce oggi al Museo dell'Opera di Santa Croce, e il polittico per la cappella Alessandri (ora smembrato in diversi musei).
Altre opere riferibili sono il tabernacolo oggi a Memphis (1310-1315) e il Compianto sul Cristo morto nel Museo civico di Pistoia, forse il capolavoro dell'artista per le notevoli qualità espressive che sembrano superare il lirismo gotico in favore di una maggiore spinta al realismo.
Confrontando le opere certe con altre si arrivati all'attribuzione anche di opere di miniatura, come alcune databili tra il 1315 e il 1320 del Museo di Arte Sacra all'Impruneta, una forma di arte che all'epoca rappresentava la vera palestra per i pittori.
Appartengono infine a una fase più matura il Trittico della Donazione Contini Bonacossi (Uffizi) e il San Giovanni Battista in trono alla Christ Church Picture Gallery di Oxford. Ultima opera conosciuta è il frammento di una Maestà al Metropolitan Museum di New York, databile attorno al 1325.

## Catalogo delle opere

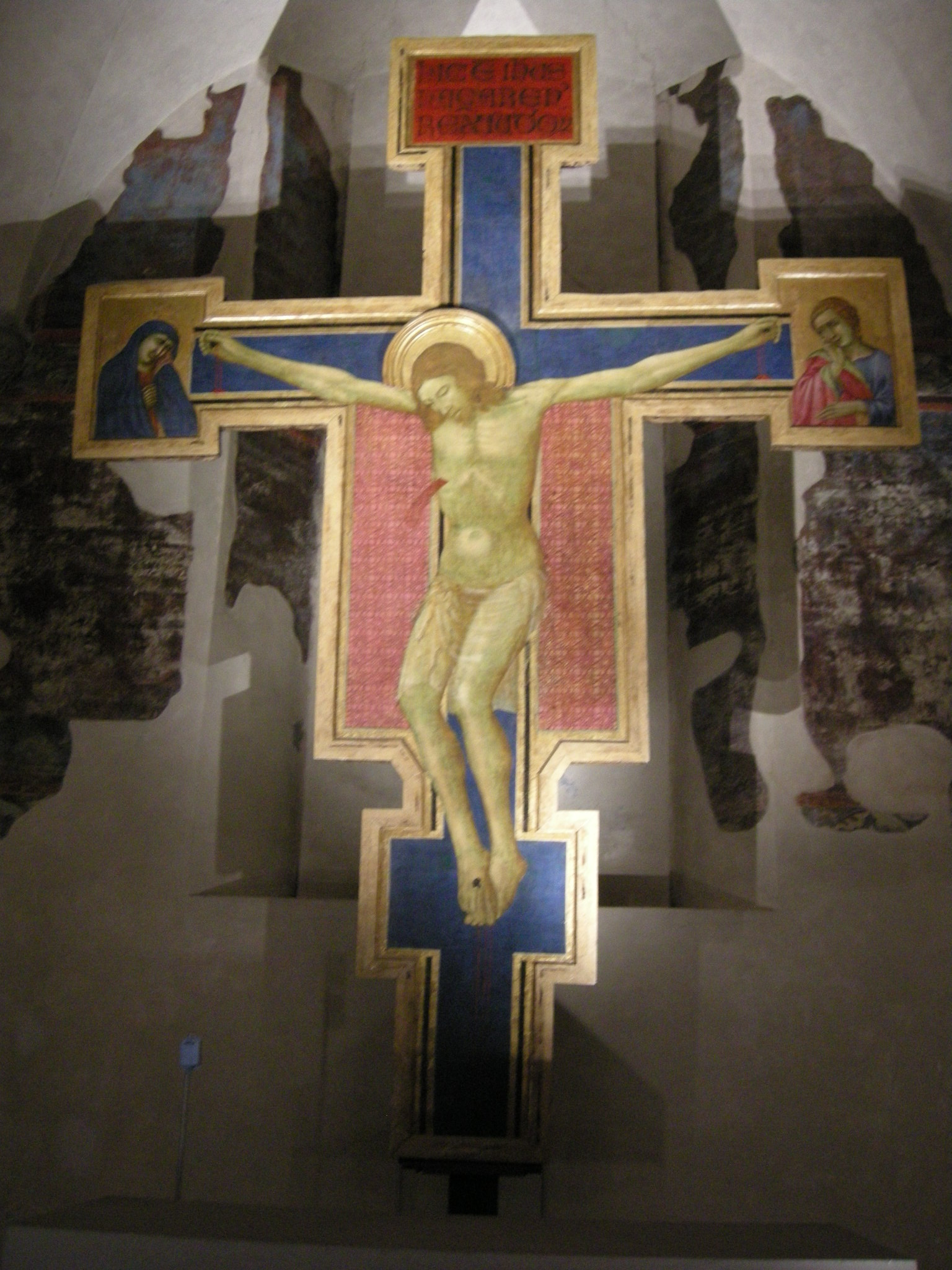
Il Crocifisso Filicaia

### Opere firmate
- Polittico:
  - Madonna col Bambino, san Pietro e san Paolo: "trittico Acton" (Villa La Pietra a Firenze, firmato);
  - San Giovanni Evangelista (National Gallery of Canada, di Ottawa), pannello laterali destro;
  - San Giovanni Battista (già collezione Solomon a New York), pannello laterale sinistro.

### Opere attribuite
- Madonna col Bambino in trono fra due santi (segnalata da Zeri sul mercato antiquario), una delle prime opere di Lippo;
- Madonna col Bambino (1310-1320), Museo d'arte sacra di San Casciano in Val di Pesa;
- Crocifisso (1300-1310) della cappella dei Filicaia in San Pier Maggiore, ora al Museo dell'Opera di Santa Croce, Firenze;
- Compianto sul Cristo morto, Museo civico Amedeo Lia di La Spezia;
- tre tavolette frammentarie con storie della Passione: 
  - Cristo deriso (Musée des Beaux-Arts di Strasburgo);
  - Flagellazione (collezione privata);
  - Compianto sul Cristo morto (Fogg Art Museum, Harvard University di Cambridge);
- Madonna col Bambino e due santi vescovi, trittico Contini Bonacossi, Uffizi, Firenze;
- Madonna col Bambino in trono fra san Pietro e santa Lucia (1318), Museo Horne di Firenze;
- dossale con il Compianto sul Cristo morto, dalla chiesa di San Francesco di Pistoia, ora al Museo civico;
- tabernacolo Madonna con Bambino in trono, santi e storie della vita di Cristo, Museo Nazionale di Cracovia;
- San Giovanni Battista in trono, Christ Church Picture Gallery di Oxford
- San Giovanni Evangelista e San Pietro, pannelli laterali di un polittico, Musée des Beaux-Arts di Rennes;
- tabernacolo con Crocifissione di Cristo e santi, storie di san Giovanni Battista e storie della Passione di Cristo (1315-1325), Brooks Museum of Arts, Memphis;
- Madonna col Bambino (1325 circa), Metropolitan Museum of Art di New York.
- Madonna col Bambino (1325 circa), tavola conservata al Museo d'Arte Sacra di Montespertoli, proveniente dalla Chiesa di San Lorenzo a Montegufoni. Il dipinto ha subìto nel tempo vari danni, dal taglio lungo i margini superiori, alla grave frattura in due parti del supporto, verificatasi durante il furto del 1985, conclusosi con il ritrovamento e il successivo restauro.